# Podoglyphiulus elegans
Podoglyphiulus elegans är en mångfotingart. Podoglyphiulus elegans ingår i släktet Podoglyphiulus och familjen Glyphiulidae. Utöver nominatformen finns också underarten P. e. nepalensis.